# Coushatta (Louisiana)
Coushatta è un comune degli Stati Uniti d'America, situato nello Stato della Louisiana, in particolare nella parrocchia di Red River, della quale è il capoluogo. Si trova lungo il corso del fiume Red River, a circa 320 km di strada da Baton Rouge.

## Curiosità
Huell Babineaux, personaggio immaginario delle serie Breaking Bad e Better Call Saul, è originario di questa località.